# Санакоев, Давид Георгиевич
Дави́д Гео́ргиевич Санако́ев (осет. Санахъоты Джиуæры фырт Дауыт; род. 14 декабря 1976, Цхинвал) — югоосетинский политический и общественный деятель, предполагаемый военный преступник. Кандидат в президенты Республики Южная Осетия на повторных выборах 25 марта 2012 года. Министр иностранных дел Южной Осетии с 30 мая 2012 года по 22 апреля 2015 года. Находится в международном розыске по линии интерпола.

## Образование
В 1982—1993 годах учился в Цхинвальской средней школе № 5.
С 1993 по 1998 годы продолжил образование на экономическом факультете Юго-Осетинского государственного университета им. А.Тибилова по специализации «Финансы и кредит».
В 2007 году поступил в аспирантуру Российской Академии государственной службы при Президенте РФ по кафедре «Национальные и федеративные отношения».
В 2008 году приступил к написанию диссертации на тему «Деятельность органов публичной власти по решению вопросов беженцев на материалах РСО-Алания».

## Трудовая деятельность
1998—2000 гг. — работал консультантом в общественной организации «Детский фонд Республики Южная Осетия».
2000—2001 гг. — консультант по вопросам беженцев в общественной организации «Эра».
2001—2002 гг. — советник общественной организации «Агентство по мотивации общества и социальному развитию».
2002—2004 гг. — помощник по проектам общественной организации «Агентство социально-экономического и культурного развития».
2004—2009 гг. — заместитель командира Отдельной горной роты МО и ЧС Республики Южная Осетия (командир Бестауты Бала Иванович).
С 2004 года занимает должность Уполномоченного Президента Республики Южная Осетия по правам человека.

## Участие в военных конфликтах
В 2004 году, во время обострения грузино-югоосетинских отношений, участвовал в обороне республики в статусе заместителя командира Отдельной горной роты МО и ЧС Республики Южная Осетия (командир Бестауты Бала Иванович), был ранен.
С 1 по 6 августа 2008 года по поручению главы Правительства занимался эвакуацией детей из предвоенного Цхинвала.
8 августа 2008 года присоединился к составу Отдельной горной роты МО и ЧС Республики Южная Осетия для участия в дальнейших боевых действиях.
24 июня 2022 года Международный уголовный суд выдал ордер на арест Санакоева и ещё двоих чиновников Южной Осетии по подозрению в совершении военных преступлений во время войны 2008 года, а в декабре того же года признал его виновным в совершении военных преступлений.

## Общественная деятельность
С августа 2008 года был уполномочен председателем чрезвычайной комиссии Знауром Гассиевым заниматься вопросами возвращения захваченных, раненных и погибших в результате нападения Грузии на РЮО. К концу 2008 года удалось вернуть всех (45 человек) захваченных граждан за исключением семи пропавших без вести, по которым работу продолжает до сих пор.
С сентября 2008 года — до настоящего времени — является экспертом НФ «Осетия обвиняет» и Организации осетинских сообществ «Сандизан».
С 2009 года участвует в Международных Женевских Дискуссиях (представители России, Грузии, Абхазии, ООН, ОБСЕ и США), в качестве представителя Республики Южная Осетия в обсуждении подготовки предложений по неприменению силы Грузией, решении гуманитарных вопросов, также в вопросах беженцев и пропавших без вести.
Президент Федерации Кёкусин-кан каратэ-до в Республике Южная Осетия.

## Награды
В 2006 году — медаль «В ознаменование 15-летия Республики Южная Осетия» «за плодотворную деятельность по становлению и развитию Республики Южная Осетия, активное содействие происходящим в ней демократическим преобразованиям и большой вклад в улучшение материального благополучия людей».

В 2007 году — медаль Участника миротворческой операции в Приднестровье.

В 2008 году — медаль «За службу на страже мира в РЮО» «за активное участие в отстаивании независимости и территориальной целостности Республики Южная Осетия, за заслуги в деле поддержания мира и стабильности на Кавказе».

В 2009 году — Полковой знак генерала Бакланова;

В 2010 году — медаль «За службу на страже мира в Республике Южная Осетия» «за вклад в укрепление демократических основ государственности Республики Южная Осетия, а также за заслуги в укреплении мира на Кавказе».

В 2010 году — Серебряный Крест Оренбургского казачьего общества.

В 2011 году — Золотой почётный Знак «Общественное признание».